# Monica Iagărová
Monica Iagărová (* 2. dubna 1973 Sighetu Marmației) je bývalá rumunská atletka, jejíž specializací byl skok do výšky.

## Kariéra
První větší úspěch na mezinárodní scéně zaznamenala v roce 1994 na evropském poháru v Birminghamu, kde obsadila 2. místo. Na halovém MS 1995 v Barceloně skončila jedenáctá. V roce 1996 na halovém ME ve Stockholmu se umístila na 5. místě. V témže roce dostala kvůli dopingu šestiměsíční trest.
O rok později vybojovala devátou příčku na halovém MS v Paříži, třinácté místo na světovém šampionátu v Athénách, stříbrnou medaili na světové letní univerziádě v sicilské Catanii a skončila třetí ve Finále Grand Prix v japonské Fukuoce.
V roce 1998 se stala ve Valencii halovou mistryní Evropy, když ve finále jako jediná překonala napotřetí 196 cm. Stříbro získala Alina Astafeiová z Německa a bronz Ruska Jelena Jelesinová. Zlatou medaili vybojovala i na evropském šampionátu v Budapešti, kde ji k vítězství stačilo překonat 197 cm. V následujícím roce skončila na halovém MS v japonském Maebaši těsně pod stupni vítězů, na 4. místě a desátá na MS v atletice v Seville.
Dvakrát reprezentovala na letních olympijských hrách. V roce 2000 na olympiádě v Sydney vybojovala výkonem 193 cm 9. místo. O čtyři roky později na LOH v Athénách skončila na 8. místě.

## Osobní rekordy
Dvoumetrovou hranici a vyšší zdolala celkově jedenáctkrát.
- hala – 203 cm – 23. leden 1999, Bukurešť
- venku – 202 cm – 6. červen 1998, Budapešť